# Franz von Scholl

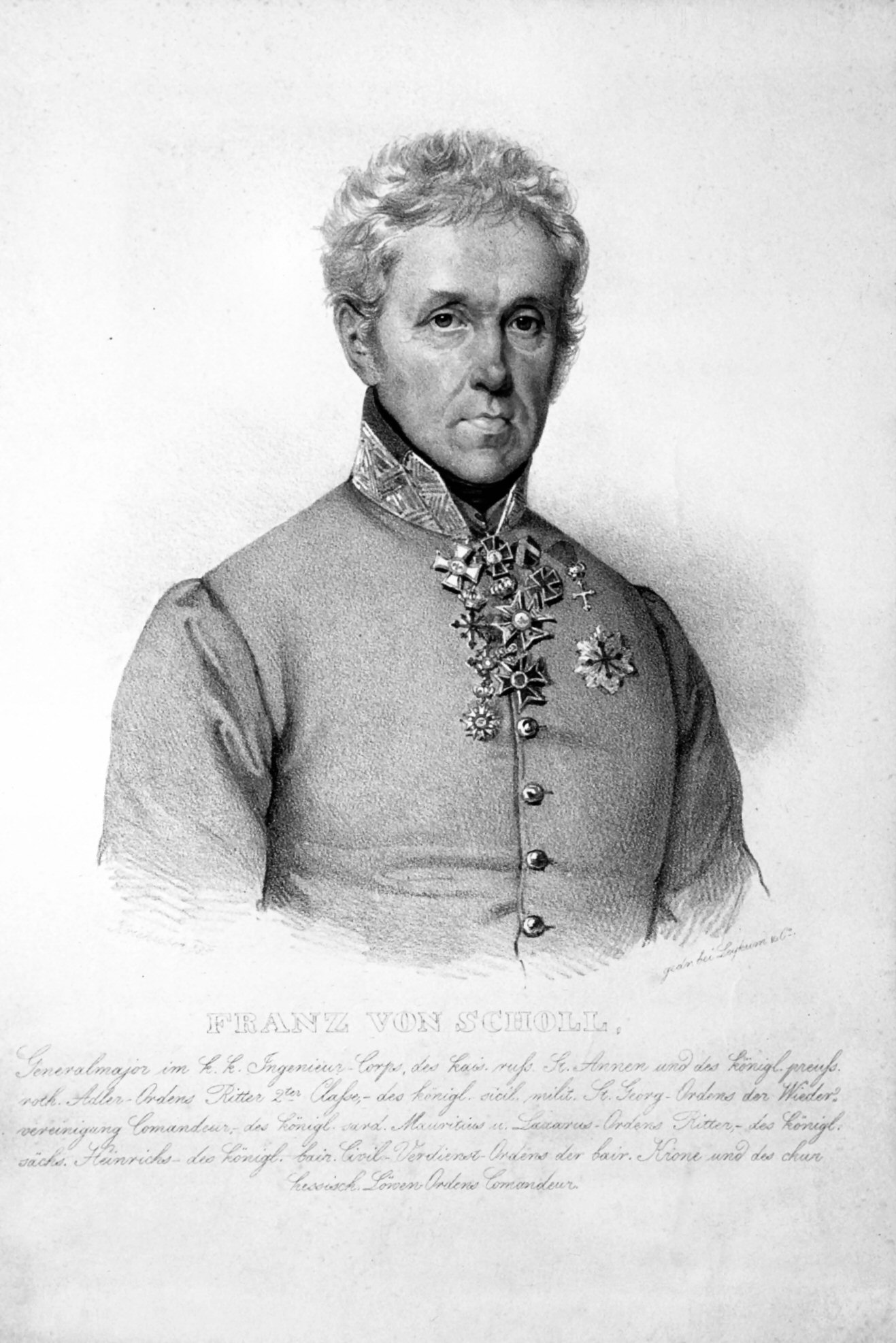
Franz von Scholl, Lithographie von Josef Kriehuber, 1835

Franz Scholl, seit 1833 Freiherr von Scholl (* 8. Januar 1772 in Aachen; † 3. September 1838 in Verona) war ein österreichischer Offizier sowie Ingenieur für Festungsbau.

## Leben

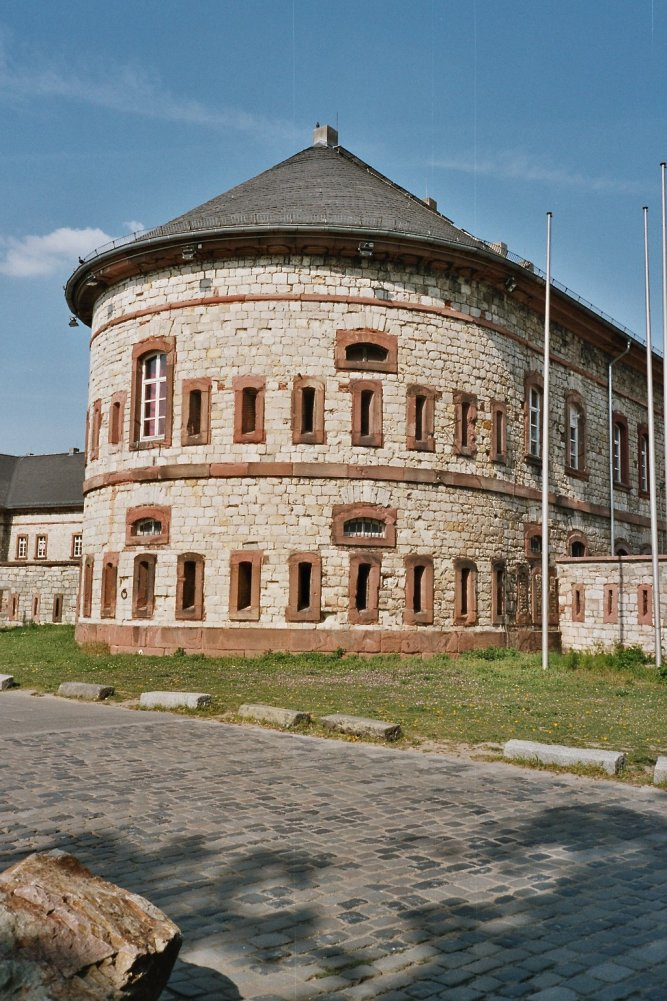
Rheinseitige Teilansicht der Reduit in Mainz-Kastel

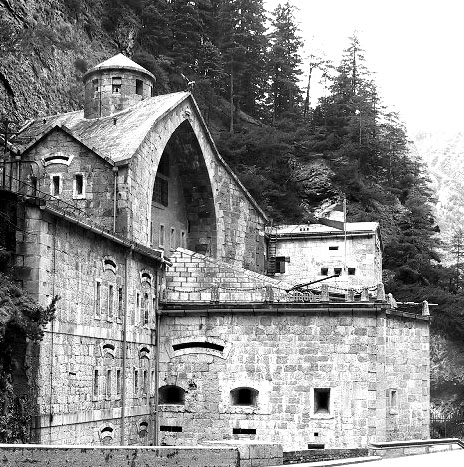
Sperre Nauders von Süden

Scholl begann seine militärische Laufbahn, in der er den  Dienstgrad Feldmarschall-Lieutenant erreichte, im Jahr 1796. Er war zwischen 1796 und 1815 an verschiedenen Feldzügen in Italien, Frankreich und Deutschland: Feldzüge am Rhein, Blockade von Venedig, Völkerschlacht bei Leipzig, Beschießung von Erfurt und Belfort, Blockade von Besançon.
Mit der Bau- und Befestigungskunst beschäftigte er sich bereits früh. Die Ideen und Intentionen Marc-René de Montalemberts haben Scholl entscheidend beeinflusst. Die Entwicklung des Systems detachierter Forts, Entfallen des Typs Bastionsfestung hin zum Tenaillensystem übernahm er, die Anordnung von mehrgeschossigen Geschützetagen in polygonalen oder runden Kavalieren in tiefer gelegten Türmen geht auf ihn zurück. Während der Blockade von Venedig 1805 konnte er seine Neigungen erstmals praktisch umsetzen. Seine verbesserten Schanzen erlangten die Aufmerksamkeit und Billigung des Geniedirektors vor Ort.
Scholl war mit Santina von Resic verwitwete Marchesa Vasques-Pinos verheiratet, sein gleichnamiger Sohn Franz von Scholl (* 1815) wurde Generalmajor des Geniekorps und k. k. Landesverteidigungs-Minister. Das Paar hatte noch eine Tochter Santina (* 3. Nov. 1818; † 22. Mai 1853), die den Feldmarschall-Lieutenant Freiherr Alfred von Henikstein heiratete.

## Tätigkeit
Scholl wurde zum Festungsbau in der Steiermark im Königreich Illyrien und in Triest eingesetzt, ebenso wie zur Befestigung von Altenmarkt, Leutasch, Spital am Pyhrn und der Position bei Prewald.
Im Jahr 1824 wurde er zur Leitung des Ausbaus der Festung Mainz berufen. Unter seiner Genie Direktion errichtete er eine Reihe von Bauten, die zu den markantesten der österreichischen Festungsbaugeschichte gehören. In Mainz zählten hierzu die Forts Weisenau, Heiligkreuz, Hartenberg, Hartmühl und die Reduit. 1832 wurde er mit dem Entwurf der Franzensfeste beauftragt. Ab 1833 baute er die Festung Verona im Festungsviereck Mantua-Peschiera del Garda-Verona-Legnago aus und ließ die Straßensperre Nauders in der Zeit von 1834 bis 1840 errichten.

## Orden und Ehrenzeichen
Am 4. April 1831 erhielt Scholl in Anerkennung seiner erworbenen Verdienste um den Ausbau der Bundesfestung Mainz das Komturkreuz II. Klasse des Militär-St.-Heinrichs-Ordens verliehen. Am 26. April 1833 erfolgte die Erhebung Scholls in den österreichischen Freiherrnstand. Franz II. verlieh ihm nach Besichtigung der Franzensfeste 1838 unmittelbar vor seinem Tod das Kommandeurskreuz des österreichisch-kaiserlichen Leopold-Ordens.
Im Alter von 66 Jahren starb der Ingenieur Franz Freiherr von Scholl am 3. September 1838 in Verona. Im Oesterreichischen Soldatenfreund (1853) wird er als „österreichischer Vauban“ bezeichnet.

## Wappen
Das am 26. April 1833 bei seiner Erhebung in den Freiherrnstand verliehene Wappen Scholls war: Ein von Silber, Roth und Blau halb in die Länge und quergetheilter Schild. In dem oberen rechten Felde eine schrägerechts aufwärts gekehrte Scholle (Fisch) in ihrer natürlichen Farbe; in dem oberen linken drei sechsblättrige, durchbrochene und grün bespitzte silberne Rosen, zwei und eine gestellt; in dem unteren Felde endlich auf einem Rasenplatze ein von natürlichen Quaderstücken erbauter runder Thurm mit drei Zinnen, einem geschlossenen schwarzen Thore und zwei Fenstern, zu beiden Seiten mit einem silbernen Stern begleitet.

## Werke
- Fortifikatorisches Glaubensbekenntnis. 1819[3]